# 沃罗诺夫洛格农村居民点
沃罗诺夫洛格农村居民点（俄语：Вороновологское сельское поселение）是俄罗斯联邦布良斯克州布拉索沃区所属的一个农村居民点。其下辖有4个居民点，行政中心为Воронов Лог。据2015年统计，该农村居民点的人口为1089人。